# Eugonatonotus
Eugonatonotus is een geslacht van kreeftachtigen uit de klasse van de Malacostraca (hogere kreeftachtigen).

## Soorten
- Eugonatonotus chacei Chan & Yu, 1991
- Eugonatonotus crassus (A.Milne-Edwards, 1881)